# فريدا نيلسون
فريدا نيلسون (بالسويدية: Frida Nilsson)‏ هي مقدمة تلفزيونية وكاتِبة وممثلة سويدية، ولدت في 1979 في Kumla Municipality ‏ في السويد.

## وصلات خارجية
- فريدا نيلسون على موقع IMDb (الإنجليزية)
- فريدا نيلسون على موقع مونزينجر (الألمانية)